# Крочеле Камалдоли (Напуљ)
Крочеле Камалдоли је насеље у Италији у округу Напуљ, региону Кампанија.
Према процени из 2011. у насељу је живело 58 становника. Насеље се налази на надморској висини од 50 м.